# わすれもの5
『わすれもの5』は、2016年2月2日にリリースされた三野姫のアルバムである。

## 解説
- レコーディング半ばで渡辺が急逝したため、未完であった作品を野村が仕上げて完成させた三野姫のアルバム。

## 収録曲
| 全編曲: 三野姫。 |                               |          |                    |
| #                | タイトル                      | 作詞     | 作曲               |
| 1.               | 「イイですか?」               | 渡辺英樹 | 渡辺英樹           |
| 2.               | 「くるくる悪代官」            | 野村義男 | 野村義男           |
| 3.               | 「ウジャウジャウジャ」        | 渡辺英樹 | 渡辺英樹           |
| 4.               | 「ジャマイカじゃ まっいっか」 | 野村義男 | 野村義男           |
| 5.               | 「ダルマさん」                | 渡辺英樹 | 渡辺英樹           |
| 6.               | 「でしょそうでしょ」          | 三野姫   | 三野姫             |
| 7.               | 「そんなアタシも恋をする」    | 渡辺英樹 | 渡辺英樹           |
| 8.               | 「大好きだから」              | 野村義男 | 野村義男           |
| 9.               | 「愛しあうために生きよう」    | 渡辺英樹 | 渡辺英樹           |
| 10.              | 「しらけちまうぜ」            | 松本隆   | 細野晴臣           |
| 11.              | 「スローバラード」            |          | 忌野清志郎・みかん |

## 楽曲解説
1. イイですか?
2. くるくる悪代官
3. ウジャウジャウジャ
4. ジャマイカじゃ まっいっか
5. ダルマさん
6. でしょそうでしょ
7. そんなアタシも恋をする
8. 大好きだから
9. 愛しあうために生きよう
渡辺のバンド『VoThM』の楽曲。
10. しらけちまうぜ
詳しくは『しらけちまうぜ』を参照。
11. スローバラード
詳しくは『スローバラード』を参照。